# میارمیار

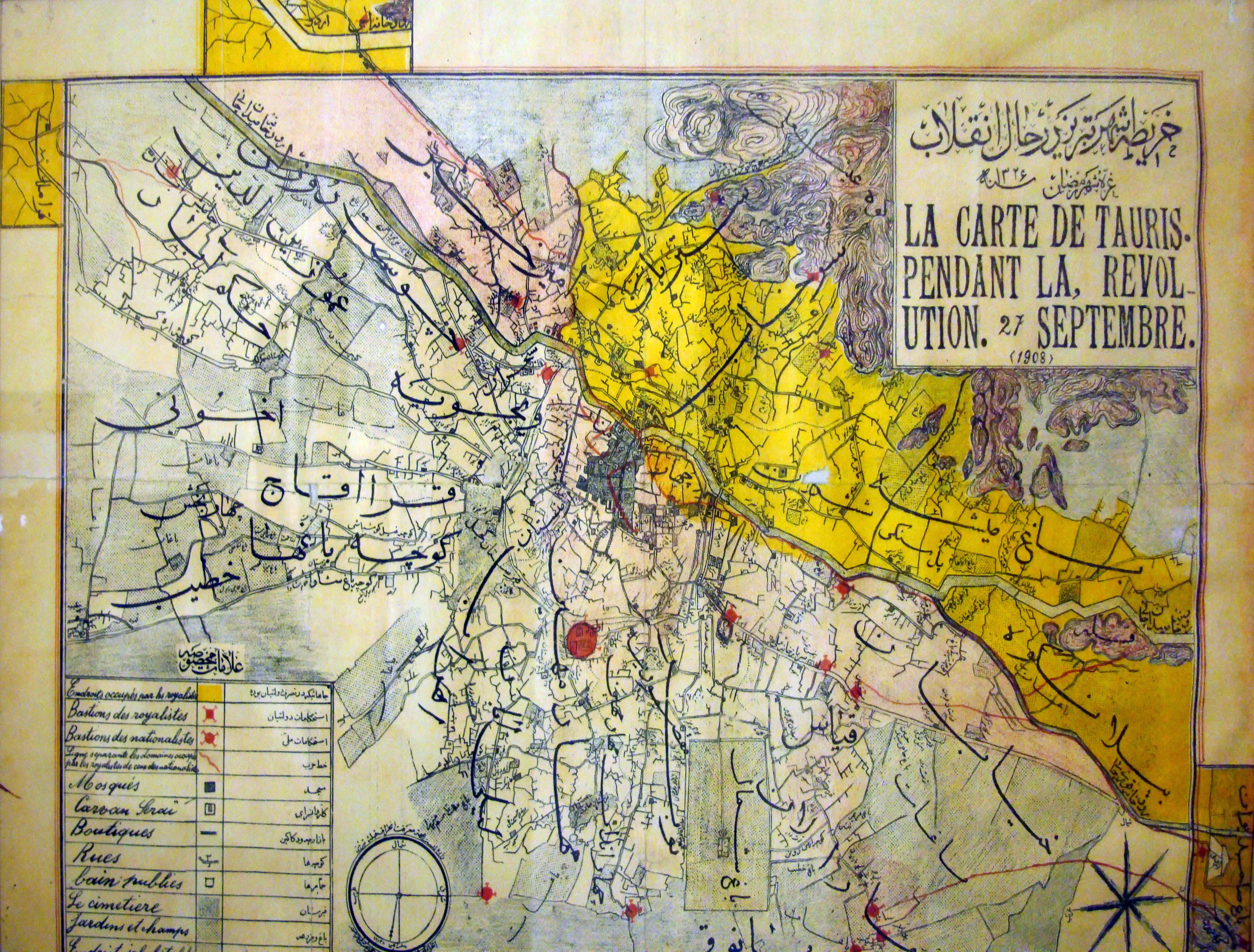
نقشه محلات تبریز -از جمله مهادمهین (میارمیار)- در دوران مشروطه، سال ۱۹۰۸

میارمیار یا مهادمهین، یکی از محله‌های قدیمی تبریز است که در مرکز این شهر و جنوب بازار تاریخی تبریز واقع شده‌ است. در گذشته محل قرارگیری کنسولگری کشورهای مختلف بوده‌است.

## پیشینه
در گذشته پیش از احداث خیابان‌های امام خمینی (پهلوی سابق)، فردوسی و شریعتی (قبل از سال ۱۳۰۰ هجری شمسی)، محله میارمیار تنها گذر مردم محله‌های چرنداب، لیلاوا و اهراب به سوی بازار تبریز بود. در ابتدای محلهٔ میارمیار (چهارراه شریعتی) یکی از درهای هشتگانه شهر به نام «قالا قاپیسی» وجود داشت که امروزه این دروازه را به نام «مهادمهین» نامیده‌اند. نام اصلی میارمیار، «منارمیان» بوده‌است.
مشخصات تاریخی محلهٔ میارمیار (مهادمهین) در کتاب «تاریخ تبریز تا پایان قرن نهم هجری» چنین نوشته شده‌است: «این محله در مرکز شهر قرار دارد و مسیر بسیاری از خیابان‌های اصلی از آنجاست و بناهای اکثر ادارات دولتی در این محله واقع شده‌است. نام این محله وقفنامهٔ مسجد جهانشاه، «مهادمیان» آمده‌است.»
«این کوی را پیشینیان این روزگار «مهادمهین» (مهد بزرگان)، باستانیان «میارمیار» و اکنون بومیان تبریز «میرمیر» گویند و به دفتر همان مهادمهین نویسند. محله‌ای آباد و بزرگ است مگر اینکه در |ین کوی، روضات و بساتین کمتر باشد. این کوی را برزن‌ها است. یک قسمت آن ارمنستان است. سفرای دول فرنگ و عثمانی در این کوی باشند و اکنون در شهر چهار دارالسفاره است. اول از دولت عثمانی که مدیر آن را به زبان خود «باش شهبندر» گویند و امروزه علی بهجت نام دارد. دوم سفارتخانه روسیه و رئیس آن «پطرف» نام دارد و جنرال کنسول است. سوم سفارتخانه انگلیس است و نام آن «اِبِت» است و ژنرال کنسول می‌باشد. چهارم سفارت فرانسه است و این دولت، دوست دولت قدیم مملکت ماست. او نیز ژنرال قونسول است. نام او «برنه» و فارسی را نیکو داند. عیسویان را معبد و کلیسای عالی در این مملکت است که خلیفه آن به اجازه و تعیین خلیفه بزرگ سلسله نصرانی از اوچ کلیسای ایروان آید و همهٔ مسیحیان آذرآبادگان فرمان او برند. عیسویان اورمیه که آنجا مردم آمریکا کلیسا، بنیاد نهاده‌اند، مردم آمریکا را به مذهب کاری نیست همان که حامی دین مسیح اند… تجار فرنگ نیز (قاطبه) همه به کوی مهادمهین (میارمیار) سرای دارند. کدخدایی این کوی به وراثت است و دو کدخدای باشد یکی حبیب‌الله خان که برادر حاجی آقاخان قلعه‌بیگی و کدخدای اهل اسلام است و آن دیگر حاجی محمدتقی خان معروف به حاجی امیرخان فرزند قلعه‌بیگی (رئیس شهربانی) که او نیز کدخدای عیسویان است.»
از برزن‌های قدیم محله میارمیار محله قره‌داش (سنگ سیاه) بوده که در کتاب روضات‌الجنان چند بار نام آن آمده‌است، مسجد استادشاگرد در میان محله سنگ سیاه و چارسوی عربان واقع بوده و اکنون کوی و کوچه اردبیلی‌ها گویند.
از آثار معروف مذهبی میارمیار مسجد و زیارتگاه دال ذال است. انتهای محلهٔ میارمیار در قدیم به میدان هفت کچل ختم می‌شد که امروزه چهارراه تربیت-فردوسی است.